# Tykadłów
Tykadłów – wieś w Polsce, w województwie wielkopolskim, w powiecie kaliskim, w gminie Żelazków; do 1954 siedziba gminy Zborów. 
Wieś królewska Tykadłowo należała do starostwa stawiszyńskiego, pod koniec XVI wieku leżała w powiecie kaliskim województwa kaliskiego. W latach 1975–1998 miejscowość administracyjnie należała do województwa kaliskiego.
W 1907 w Tykadłowie urodził się Władysław Jachowicz „Konar” a także Stanisław Marucha, polski strzelec sportowy, trener, olimpijczyk z Tokio 1964 i Montrealu 1976.